# Karl Urban (igralec)
Karl-Heinz Urban, novozelandski filmski igralec,* 7. junij 1972, Wellington, Nova Zelandija.
Karl Urban je najbolj poznan po vlogi Éomerja v filmski trilogiji Gospodar prstanov, igral pa je tudi ruskega morilca Kirilla v filmu Bournova premoč.

## Zasebno življenje
Z bivšo ženo Natalie Wihongi imata dva sinova, Hunterja in Indiano.
Je embasador organizacije KidsCan, ki pomaga socialno ogroženim otrokom po celi Novi Zelandiji.